# راز سرگشاده
راز سرگشاده به مسئله‌ای گفته می‌شود که قرار بوده‌است یک راز باشد، اما همه عموماً از آن اطلاع دارند. از نمونه رازهای سرگشاده معروف، می‌توان به یک منطقه نظامی فوق‌سری در آمریکا به نام منطقه ۵۱ اشاره کرد که دولت آمریکا وجود آن را رسماً تأیید نمی‌کرد؛ اما تقریباً تمام مردم آمریکا از وجود چنین جایی خبر داشتند.